# Ilja Grubert
Ilja Haimovich Grubert (russisch Илья Хаймович Груберт, lettisch Iļja Grūberts; * 13. Mai 1954 in Riga) ist ein lettischer Violinist.

## Leben und Karriere
Ilja Grubert begann sein Violinstudium an der Emīls-Dārziņš-Musikschule in Riga. Seit dem Alter von vierzehn Jahren setzte er seine Ausbildung bei bekannten russischen Violinlehrern wie Juri Issajewitsch Jankelewitsch, Sinaida Grigorjewna Gilels und Leonid Borissowitsch Kogan am Moskauer Konservatorium fort. 1975 wurde Grubert in Helsinki bei der International Jean Sibelius Violin Competition ausgezeichnet. 1977 gewann er den ersten Preis beim Paganini-Wettbewerb in Genua und 1978 den ersten Preis des Tschaikowski-Wettbewerbes. Grubert trat mit zahlreichen renommierten Orchestern wie der Moskauer Philharmonie, den Sankt Petersburger Philharmonikern, der Dresdner Staatskapelle, der Staatskapelle Berlin, dem Russian State Symphony Orchestra oder der Helsinki Philharmonic auf und gab Konzerte in Europa, Nordamerika, Japan und Australien. Er lebt in den Niederlanden und unterrichtet am Conservatorium van Amsterdam.
Der Pianist Naum Grubert ist sein Bruder.